# Djent
Djent er en undergenre af heavy metal og er udviklet ud fra progressiv metal. Mange bands har taget genren til sig, og igennem 2000'erne er der opstået mange grupper, der har ført den meget karakteristiske lyd og kompleksitet i djent videre.